# Kościół poewangelicki w Rakoniewicach
Kościół poewangelicki – dawna świątynia protestancka znajdująca się w mieście Rakoniewice, w powiecie grodziskim, w województwie wielkopolskim.
Kościół został wzniesiony w 1763 roku. Ufundowany został przez Krzysztofa Grzymułtowskiego, wojewodę wielkopolskiego. Wieża została dobudowana w 1781 roku. Świątynia była remontowana w 1933 roku. W 1974 roku zostało w niej umieszczone Wielkopolskie Muzeum Pożarnictwa.
Budowla jest szachulcowa, posiada konstrukcję słupowo–ramową wypełnioną gliną. Świątynia jest salowa, jej prezbiterium nie jest wyodrębnione z nawy, zamknięte jest ścianą prostą. Kościół jest nakryty dachem jednokalenicowym, pokrytym blachą cynkową. Od frontu znajduje się wysoka, czworokątna wieża o konstrukcji słupowej, posiadająca kruchtę w przyziemiu. Wieżę zwieńcza blaszany dach hełmowy z latarnią i krzyżem. Na wieży jest umieszczony zabytkowy zegar z 1881 roku. We wnętrzu znajdują się dwupiętrowe empory podparte słupami z mieczami. Wnętrze nakrywa strop w formie pozornego sklepienia kolebkowego.